# James Alfred Ewing
James Alfred Ewing (27 mars 1855 - 7 janvier 1935) est un physicien et ingénieur écossais, connu pour ses travaux sur les propriétés magnétiques des métaux et, en particulier, pour sa découverte de l'hystérésis (mot qu'il a d'ailleurs inventé).
D'après plusieurs témoignages, Ewing « faisait tout le temps attention à son apparence, ses costumes étaient principalement gris, avec généralement, quelle que soit la mode, une bande blanche piquée à son gilet, une chemise mauve, un col papillon blanc et un nœud papillon bleu foncé avec des taches blanches ». Considéré comme quelqu'un de brillant qui allait de réussite en réussite, il était conscient de cet état de fait. Nommé à la tête du département de cryptanalyse nouvellement créé de l'amirauté britannique, le directeur du renseignement naval, Henry Oliver, le décrit comme « un homme trop distingué pour être placé officiellement sous les ordres du directeur des renseignement ou du chef de l'État-Major ». Sa première femme, Annie, une Américaine, était l'arrière-petite-nièce de George Washington.

## Biographie

### Enfance et formation
Né à Dundee en Écosse, Ewing est le troisième fils du révérend James Ewing, un pasteur de l'église libre d'Écosse. Éduqué à la West End Academy et au lycée de Dundee, Ewing montre très tôt un intérêt pour la science et les technologies.
« Dans une famille baignant dans les domaines religieux et littéraire, je m'amusais avec les machines et les expériences. Mon peu d'argent de poche passait dans les outils et les produits chimiques. Le grenier familial mis à ma disposition, il est devenu le théâtre d'explosions terrifiantes. Là encore le chat de la famille se trouvait être un sujet involontaire pour l'électrification et d'autres expériences choquantes. »
Ewing bénéficia d'une bourse d'études pour entrer à l'université d'Édimbourg où il suivit les cours de William Thomson et de Peter Guthrie Tait avant d'être diplômé en génie civil. Durant ses vacances d'été, il travailla à la pose des câbles du télégraphe, dont une fois au Brésil avec Thomson et Fleeming Jenkin.

### Au Japon
En 1878, sur les recommandations de Fleeming Jenkin, Ewing fut embauché par le gouvernement japonais pour aider à moderniser le pays du soleil levant en tant que conseiller étranger. Enseignant le génie mécanique à l'université impériale de Tokyo, il a contribué à introduire la sismologie au Japon et y a importé le premier phonographe du pays.

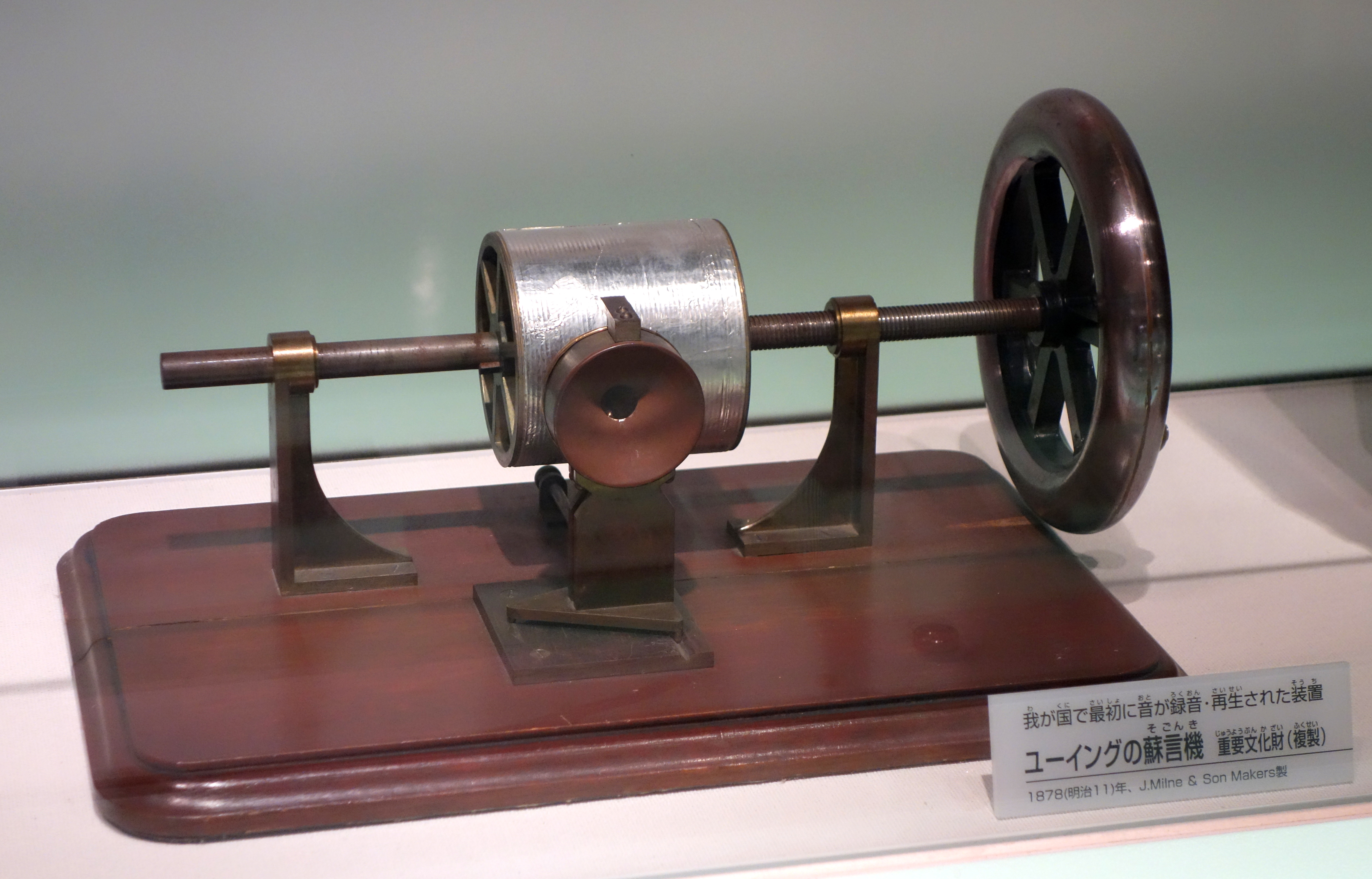
Phonographe apporté par Ewing au Japon en 1878

Ewing s'est fait deux amis importants juste après son arrivée : Basil Hall Chamberlain et le lieutenant Thomas Henry James qui enseignait la navigation. Il fut très proche de Henry Dyer et William Edward Ayrton du collège impérial de génie civil (Kobu Dai Gakkō).
À Tokyo, Ewing donnait des cours de mécanique et sur le moteur thermique aux étudiants en génie mécanique, et l'électricité et le magnétisme aux étudiants en physique. Il a mené d'importantes expériences sur le magnétisme et a inventé le mot « hystérésis ». Ses recherches sur les tremblements de terre l'amenèrent à aider Thomas Lomar Gray et John Milne du collège impérial de génie civil pour développer un sismomètre. Les trois hommes travaillèrent en équipe dans l'invention et l'utilisation des sismographes, bien que Milne soit généralement crédité seul pour l'invention du premier sismographe moderne avec pendule horizontal.
Ewing, Gray et Milne fondèrent la société sismologique du Japon (SSJ) en 1880.

### Retour à Dundee
En 1883, Ewing retourna à Dundee, sa ville natale, pour travailler à l'université de Dundee nouvellement créée, en qualité de premier professeur de génie civil. Il fut consterné par les conditions de vie misérables dans les quartiers pauvres de la ville, ce qui n'avait rien à voir avec ceux du Japon. Il travailla énormément avec les autorités locales et les industriels pour améliorer le confort des plus démunis, en particulier avec un système d'égouts, et en abaissant le taux de mortalité infantile. Plusieurs lettres d'Ewing écrites à cette époque sont aujourd'hui conservées dans les archives de l'université de Dundee, avec d'autres écrits à lui,.
Le bâtiment Ewing (nommé en son honneur et construit en 1954) de l'université de Dundee est actuellement utilisé pour donner des cours de génie mécanique, de physique et de mathématiques,.

### Université de Cambridge
En 1890, Ewing accepta le poste de professeur de mécanique appliquée à l'université de Cambridge, d'abord à Trinity College puis au King's College. À Cambridge, les recherches d'Ewing sur la magnétisation des métaux l'amenèrent à critiquer les règles conventionnelles de Wilhelm Eduard Weber. En 1890, il observa que la magnétisation ralentissait le courant alternatif. Il décrivit la courbe caractéristique de l'hystérésis, et spécula que les molécules individuelles agissaient comme des aimants, résistant aux variations de magnétisation. (Notes: Selon le livre du professeur Bates Sir Alfred Ewing: A Pioneer in Physics and Engineering (1946), la découverte de l'hystérésis eut probablement lieu avant Ewing). Néanmoins, Ewing l'a redécouvert, l'a étudié en détail et a inventé le mot "hystérésis".
Ewing a aussi fait des recherches dans la structure cristalline des métaux, et, en 1903, fut le premier à spéculer que les fissures de la fatigue résultaient de défauts ou de dislocations microscopiques dans le matériau. En 1895, il reçut la médaille d'or de la Royal Society pour "son travail dans l'induction magnétique sur le fer et autres métaux".
Ewing était un ami proche de Charles Algernon Parsons et collabora avec lui dans le développement des turbines à vapeur. Dans le même temps, Ewing publia The Steam Engine and other Heat Engines. En 1897, il participa aux essais en mer du navire expérimental Turbinia, qui devait atteindre la vitesse record de 35 nœuds.
En 1898, Ewing emmena sa femme et ses enfants en Suisse pour des vacances d'alpinisme avec la famille du professeur réputé de génie électrique John Hopkinson. Les cinq frères Hopkinson étaient membres du Club alpin et initièrent Ewing aux joies de l'escalade. Le 27 août, John Hopkinsons partit avec son fils Jack et deux de ses trois filles pour faire une ascension. Ewing décida de ne pas les accompagner car il se sentait un peu fatigué de sa montée de la veille. Le groupe n'est jamais revenu. Le matin suivant, l'on retrouva les quatre corps encordés cinq cents mètres plus bas.
En 1898, Ewing fut élu Professorial Fellowship du King's College.

### Amirauté
Le 8 avril 1903, le Times annonça que l'Amirauté avait sélectionné Ewing pour le nouveau poste de directeur de l'éducation navale (DNE) à Greenwich.
La première femme d'Ewing, Annie (née Washington), meurt en 1909, et en 1912 il épousa Ellen, la troisième et dernière fille de John Hopkinson, la seule encore en vie.
En récompense de ses services, Ewing fut fait Compagnon de l'ordre du Bain en 1906 puis Chevalier commandeur du Bain en 1911.
Pendant la Première Guerre mondiale, de 1914 à mai 1917, Ewing dirigeait la Room 40, le département de décryptage des codes ennemis, responsable en grande partie de l'interception et du décryptage des messages de la Marine allemande. À ce titre, il devient très populaire lorsque la Room 40 décrypta le télégramme Zimmermann en 1917 (qui suggérait au Mexique d'entrer en guerre aux côtés de l'Allemagne et d'envahir le Sud-Ouest des États-Unis). La publication de ce télégramme accéléra l'entrée en guerre des États-Unis.

### Université d'Édimbourg
En mai 1916, Ewing accepta de devenir Vice-Chancelier de l'université d'Édimbourg, au sein de laquelle il a mis en place une série de réformes efficaces. Il occupa ce poste jusqu'à sa retraite en 1929. En 1927, il donna une conférence à l'institution philosophique d'Édimbourg qui contenait la première divulgation semi-officielle du travail fait par la Room 40.
Dans son ouvrage "Le mythe de la machine, Lewis Mumford écrit : "lorsque sir Alfred Ewing suggéra en 1933 que l'on pourrait bien faire un moratoire sur l'invention pour assimiler et intégrer la masse existante des inventions et pour évaluer de plus amples propositions, il fut hué comme un maniaque, demandant un sacrifice impossible, insensé."  Lewis Mumford précise ensuite que "dans la proposition d'Ewing, il n'y avait rien d'irréaliste, excepté l'espoir qu'elle pourrait être appliquée par ceux que fascinait encore le mythe de la machine. Si de façon plus générale on avait pris en considération la mise en garde d'Ewing, le monde serait maintenant un endroit plus sain et plus sûr." 
Sir Alfred Ewing meurt en 1935.

## Travaux
- (en) Ewing, J.A., Treatise on Earthquake Measurement, 1883
- (en) -, Magnetic Induction in Iron and Other Metals, Londres, Van Nostrand, 1891
- (en) -, The Steam Engine and other Heat Engines, 1894
- (en) -, The Strength of Materials, 1899
- (en) -, The Mechanical Production of Cold, 1908
- (en) -, Thermodynamics for Engineers, 1920
- (en) -, The Mechanical Production of Cold, Cambridge, Cambridge University Press, 1921
- (en) -, An Engineer's Outlook, Londres, Methuen, 1933